# Gare de Tessonnières
Gare de Tessonnières vasútállomás Franciaországban, Gaillac településen.

## Vasútvonalak
Az állomást az alábbi vasútvonalak érintik:
- Brive-la-Gaillarde–Toulouse-vasútvonal

## Kapcsolódó állomások
A vasútállomáshoz az alábbi állomások vannak a legközelebb:
- Gare de Gaillac
- Gare de Marssac-sur-Tarn